# Pyrrhotin
Pyrrhotin, veraltet auch als Magnetkies bezeichnet, ist ein sehr häufig vorkommendes Mineral aus der Mineralklasse der „Sulfide und Sulfosalze“. Es kristallisiert je nach Strukturtyp im monoklinen oder hexagonalen Kristallsystem mit der chemischen Zusammensetzung FeS bis Fe11S12. Andere Quellen wie unter anderem die von der International Mineralogical Association (IMA) herausgegebene Liste der Minerale geben auch die Formel der am weitesten verbreiteten Modifikation Pyrrhotin-4M wieder mit Fe7S8.
Da der Eisengehalt in der Formel strukturbedingt leicht variieren kann, wird oft auch die verallgemeinerte Formel Fe1−xS mit x = 0 bis 0,17 angegeben. Das Mineral ist damit chemisch gesehen ein Eisen(II)-sulfid mit leichter Untersättigung an Eisen.
Pyrrhotin ist in jeder Form undurchsichtig und entwickelt meist tafelige, pyramidale oder prismatische Kristalle, aber auch massige Aggregate von bronzegelber bis tombakbrauner Farbe bei grauschwarzer Strichfarbe. An der Luft läuft Pyrrhotin schnell mattbraun, selten auch bunt irisierend, an.

## Etymologie und Geschichte
Ursprünglich war das Mineral vor allem als Magnetischer Kies (kurz Magnetkies) bekannt, wie er auch in den mineralogischen Aufzeichnungen von Abraham Gottlob Werner 1789 zu finden ist. Ernst Friedrich Glocker bezeichnete ihn 1839 auch als Magnetopyrit. In anderen Sprachen finden sich entsprechende Abwandlungen dieser alten Bezeichnungen, so unter anderem in Frankreich (Fer sulfuré magnetic), England (Magnetic sulfuret of iron) und Spanien (Pyrita magnetica).
Die bis heutige gültige Bezeichnung Pyrrhotin erhielt das Mineral 1835 durch August Breithaupt, der es nach dem griechischen Wort πύρρος (pyrrhos) für „feuerfarbig“ benannte.

## Klassifikation
Bereits in der veralteten 8. Auflage der Mineralsystematik nach Strunz gehörte der Pyrrhotin zur Mineralklasse der „Sulfide und Sulfosalze“ und dort zur Abteilung „Sulfide mit M : S = 1 : 1“, wo er gemeinsam mit Achávalit, Breithauptit, Freboldit, Jaipurit, Kotulskit, Langisit, Nickelin, Sederholmit, Smythit und Troilit in der „NiAs-Reihe“ mit der Systemnummer II/B.09a steht.
In der zuletzt 2018 überarbeiteten Lapis-Systematik nach Stefan Weiß, die formal auf der alten Systematik von Karl Hugo Strunz in der 8. Auflage basiert, erhielt das Mineral die System- und Mineralnummer II/C.19-020. Dies entspricht ebenfalls der Abteilung „Sulfide mit dem Stoffmengenverhältnis Metall : S,Se,Te ≈ 1 : 1“, wo Pyrrhotin zusammen mit Achávalit, Heideit, Jaipurit, Modderit, Smythit, Troilit und Westerveldit eine unbenannte Gruppe mit der Systemnummer II/C.19 bildet.
Auch die von der International Mineralogical Association (IMA) zuletzt 2009 aktualisierte 9. Auflage der Strunz’schen Mineralsystematik ordnet den Pyrrhotin in die Abteilung „Metallsulfide, M : S = 1 : 1 (und ähnliche)“ ein. Diese ist hier allerdings weiter unterteilt nach den in der Verbindung vorherrschenden Metallen. Das Mineral ist entsprechend seiner Zusammensetzung in der Unterabteilung „mit Nickel (Ni), Eisen (Fe), Cobalt (Co) usw.“ zu finden, wo es zusammen mit Smythit und Troilit die „Pyrrhotingruppe“ mit der Systemnummer 2.CC.10 bildet.
In der vorwiegend im englischen Sprachraum gebräuchlichen Systematik der Minerale nach Dana hat Pyrrhotin die System- und Mineralnummer 02.08.10.01. Das entspricht ebenfalls der Klasse der „Sulfide und Sulfosalze“ und dort der Abteilung „Sulfidminerale“. Hier findet er sich innerhalb der Unterabteilung „Sulfide – einschließlich Seleniden und Telluriden – mit der Zusammensetzung AmBnXp, mit (m+n):p=1:1“ in einer unbenannten Gruppe mit der Systemnummer 02.08.10, in der auch Smythit eingeordnet ist.

## Kristallstruktur
Vom Pyrrhotin sind, einschließlich des als eigenständiges Mineral anerkannten Troilits mit der idealen Zusammensetzung FeS und hexagonaler Symmetrie, zurzeit sechs verschiedene Polytypen bekannt: Die hexagonalen Hochtemperaturmodifikationen von Pyrrhotin sind allerdings nur oberhalb von 300 °C stabil.
- Pyrrhotin-4M (Fe7S8) kristallisiert monoklin in der Raumgruppe C2/c (Raumgruppen-Nr. 15) mit den Gitterparametern a = 11,90 Å; b = 6,87 Å, c = 22,88 Å und β = 90,1 ° sowie 8 Formeleinheiten pro Elementarzelle.

- Pyrrhotin-5H (Fe9S10) kristallisiert hexagonal in nicht näher bestimmter Raumgruppe mit den Gitterparametern a = 6,89 Å und c = 28,67 Å sowie 4 Formeleinheiten pro Elementarzelle.

- Pyrrhotin-6M (Fe11S12) kristallisiert monoklin in nicht näher bestimmter Raumgruppe mit den Gitterparametern a = 6,90 Å; b = 11,95 Å, c = 34,52 Å und β = 90,0 ° sowie 8 Formeleinheiten pro Elementarzelle.

- Pyrrhotin-7H (Fe9S10) kristallisiert hexagonal in nicht näher bestimmter Raumgruppe mit den Gitterparametern a = 6,89 Å und c = 40,15 Å sowie 56 Formeleinheiten pro Elementarzelle.

- Pyrrhotin-11H (Fe10S11) kristallisiert hexagonal in nicht näher bestimmter Raumgruppe mit den Gitterparametern a = 6,90 Å und c = 63,22 Å sowie 8 Formeleinheiten pro Elementarzelle.

Bis auf den Troilit, der fast ausschließlich in Meteoriten gefunden wird, sind alle anderen Polytypen an Eisen (Fe) unterbesetzt, was auf Leerstellen im Kristallgitter zurückzuführen ist.

## Eigenschaften
Pyrrhotin ist meist ferromagnetisch. Vor dem Lötrohr schmilzt er zu einer schwarzen magnetischen Masse und in Salpetersäure und Salzsäure ist er nur schwer löslich.

## Bildung und Fundorte

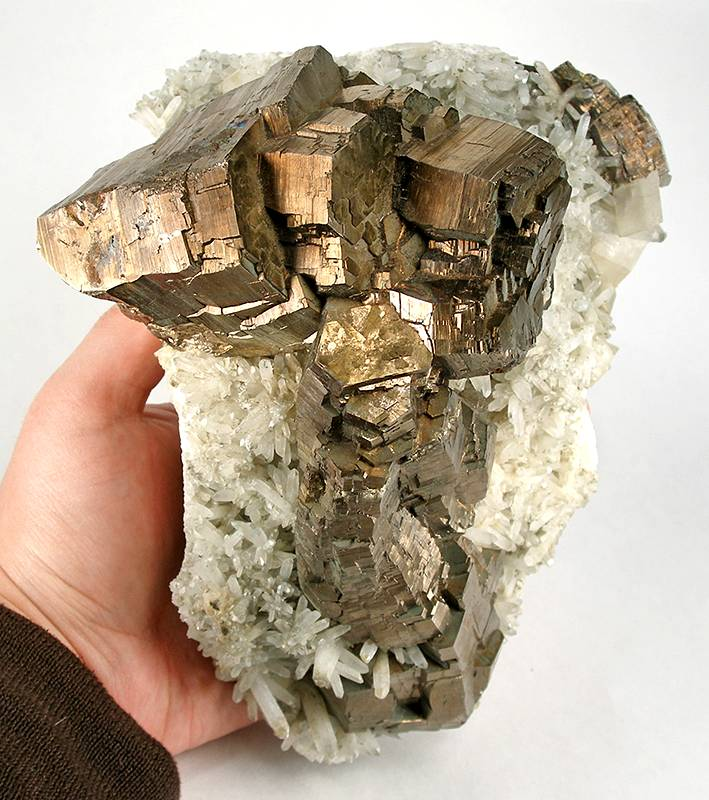
Pyrrhotin und Quarz aus der „Nikolaevskiy Mine“, Dalnegorsk, Region Primorje, Russland (Größe: 18,6 × 14,3 × 12,3 cm)

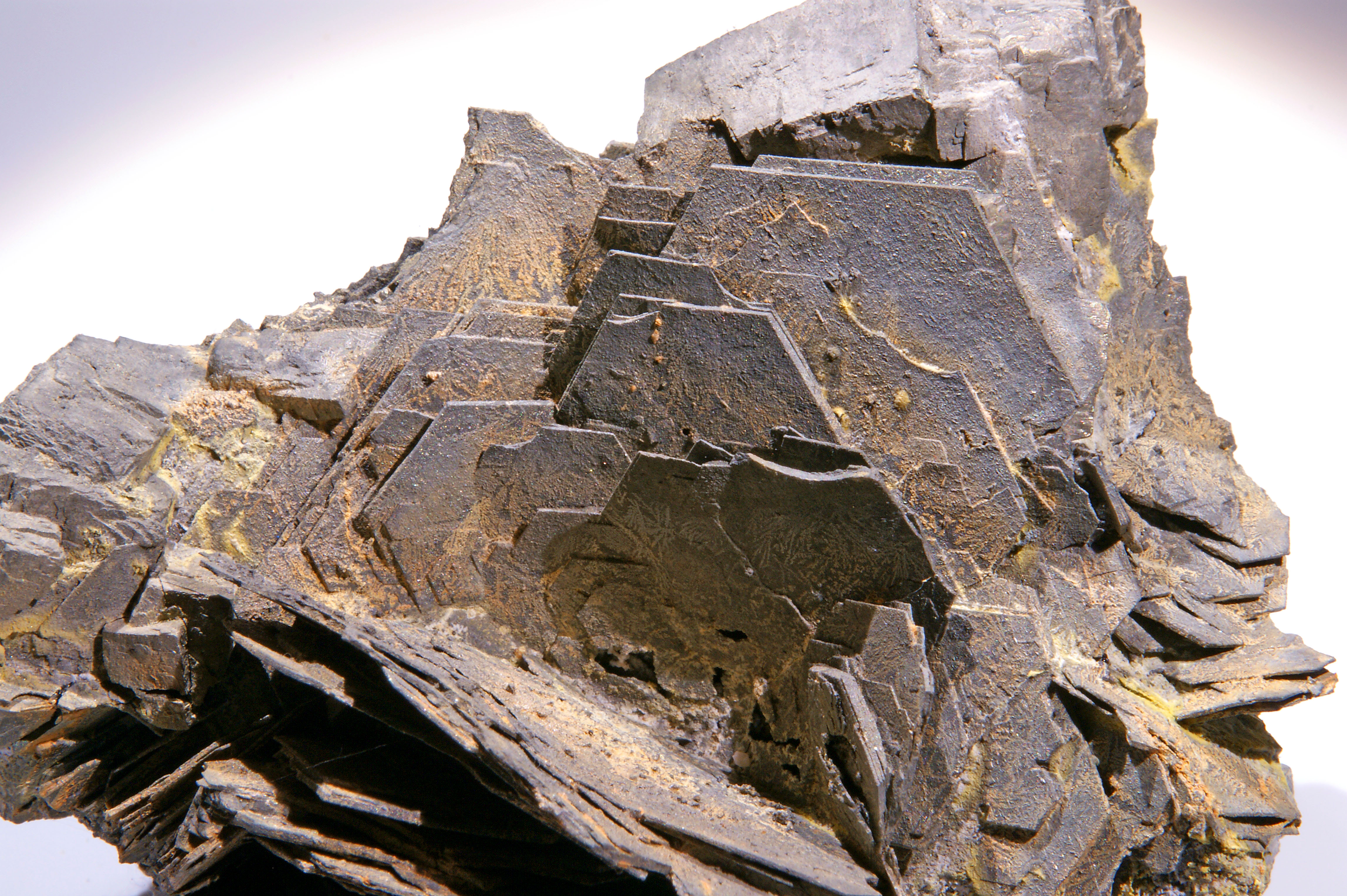
Pyrrhotin aus der „Santa Eulalia Aquiles Serdan Mine“, Chihuahua, Mexiko

Pyrrhotin bildet sich überwiegend liquidmagmatisch in intramagmatischen Sulfid-Lagerstätten sowie in sulfidführenden Pegmatiten, wo er meist in Paragenese mit andern Sulfiden wie unter anderem Chalkopyrit, Markasit, Pentlandit und Pyrit auftritt.
Als Nebengemengteil findet sich Pyrrhotin auch in basisch-magmatischen, seltener auch sauren Gesteinen sowie in Stein- und Eisenmeteoriten.
Daneben bildet sich Pyrrhotin auch in der hydrothermalen Nachphase von pneumatolytischen Verdrängungslagerstätten und anderen hydrothermalen Erzlagerstätten mit höherer Bildungstemperatur. Hier finden sich neben Chalkopyrit und Pyrit unter anderem noch Galenit, eisenreicher Sphalerit, Arsenopyrit und Antimonit als Begleitminerale. In regionalmetamorph umgewandelten Gesteinen der Katazone ist meist Pyrit in Pyrrhotin überführt.
In Sedimenten und Sedimentgesteinen findet sich Pyrrhotin dagegen nur selten, da er in deren Oxidationszone leicht zersetzt wird.
Pyrrhotin gehört zu den weit verbreiteten Mineralbildungen mit weltweit bisher über 11.000 dokumentierten Vorkommen (Stand 2025). Große Lagerstätten mit industrieller Bedeutung sind unter anderem Greater Sudbury (Ontario) in Kanada und Talnach (englisch Talnakh) in Russland.
Bekannt aufgrund außergewöhnlicher Pyrrhotin-Funde sind vor allem Trepča im Kosovo und Dalnegorsk in Russland, wo tafelige Kristalle von bis zu 30 Zentimetern Durchmesser gefunden wurden. Bei Santa Eulalia (Chihuahua) in Mexiko traten bis zu 15 Zentimeter große Kristalle zutage und bei Chiuzbaia (Baia Sprie) und Cavnic in Rumänien fanden sich zwischen 11 und 15 Zentimeter große Kristalle. Weitere bekannte Fundorte mit guten Pyrrhotin-Funden von meist mehreren Zentimetern Größe sind unter anderem die „Morro Velho Mine“ bei Nova Lima (Minas Gerais) in Brasilien und die „Blue Bell Mine“ in der kanadischen Provinz British Columbia.
In Deutschland fand sich das Mineral bisher an vielen Fundorten in Baden-Württemberg (Schwarzwald, Kaiserstuhl, Kraichgau, Odenwald) und Bayern (Bayerischer Wald, Fichtelgebirge, Oberpfalz), bei Niederlehme in Brandenburg, an vielen Orten in Hessen (Dillenburg, Fulda, Odenwald), bei Adelebsen, Peine und im Harz in Niedersachsen, an vielen Orten in Nordrhein-Westfalen und Rheinland-Pfalz (Eifel, Sauerland, Siebengebirge, Siegerland), bei Reimsbach im Saarland, bei Gernrode, Neudorf, Stolberg und Tarthun in Sachsen-Anhalt, an vielen Orten in Sachsen (Erzgebirge, Schwarzenberg, Oberlausitz, Vogtland), am Kammberg bei Joldelund in Schleswig-Holstein sowie bei Drosen und Loitsch in Thüringen.
In Österreich trat Pyrrhotin vor allem in Kärnten und Salzburg in den Gebieten um Friesach-Hüttenberg, den Hohen Tauern, Gailtaler Alpen, Karnische Alpen, Gurktaler Alpen und der Koralpe auf. Des Weiteren wurde aber auch im Burgenland am Pauliberg und bei Bernstein, an mehreren Fundstätten in Niederösterreich wie unter anderem im Waldviertel, der Steiermark (Fischbacher Alpen, Koralpe), in Nord- und Ost-Tirol, in Oberösterreich (Mühlviertel, Windischgarsten) sowie in Vorarlberg (Unterklien, Montafon) auf.
In der Schweiz konnte das Mineral an mehreren Fundorten in den Kantonen Bern, Graubünden (Vorderrheintal), Tessin (Lago Maggiore, Maggiatal), Uri (Reusstal) und vor allem Wallis (Binntal) gefunden werden.
Auch in einigen Mineralproben vom Mittelatlantischen Rücken, ostpazifischen Rücken und vom Roten Meer (Atlantis II Deep) sowie im Kometenstaub des Wild 2 konnte Pyrrhotin nachgewiesen werden.

## Verwitterung und Schäden
Bei der Verwitterung, d. h. Oxidation von Pyrrhotin durch anwesenden Sauerstoff wird Schwefel freigesetzt, der wiederum zur Bildung von Ettringit führt. Vor allem bei Bauwerken aus Beton mit hohen Pyrrhotingehalten kann dies durch die Ausdehnung des zusätzlich entstehenden Ettringits zu schweren Schäden durch Rissbildungen führen.
So wurde 2022 nach aufwändigen Analysen der Schweizer Eidgenössische Materialprüfungs- und Forschungsanstalt (EMPA) in der irischen Grafschaft Donegal festgestellt, dass die an vielen Häusern entstandenen massiven Bauschäden nicht wie vermutet durch Frost, sondern durch Pyrrhotin in den Betonwänden verursacht wurden. Pyrrhotin ist dort im Baumaterial in großen Anteilen vorhanden.

## Verwendung
Pyrrhotin wird bei lokaler Anhäufung gelegentlich als Eisenerz verwendet, häufiger jedoch im Zusammenhang mit Pentlandit als Nickelerz. Darüber hinaus dient Pyrrhotin gelegentlich auch als Grundstoff zur Herstellung von Polierrot, einem altbekannten, noch immer geschätzten Mittel zur Feinpolitur von Metallen und Gläsern, sowie zur Herstellung von Eisenvitriol.